# Nairn
Nairn (wym. /ˈnɛərn/, gael. Inbhir Narann) – miasto w północnej Szkocji, w jednostce administracyjnej Highland, historyczna stolica hrabstwa Nairnshire, położone na południowym brzegu zatoki Moray Firth (Morze Północne). 
W 1945 stacjonował tu 3 Batalion Grenadierów Polskich Sił Zbrojnych. 

## Położenie
Nairn znajduje się w odległości około 16 mil (26 km) na wschód od Inverness. Jest starym portem rybackim i miastem targowym. Liczba mieszkańców wynosi ok. 8 tys. Miejscowość cechuje się łagodnym klimatem, dlatego od połowy XIX wieku jest kurortem morskim. 

## Kultura i sport
W mieście działa na stałe niewielki teatr amatorski Nairn Drama Club. 
W sierpniu odbywa się festiwal jazzowy Nairn International Jazz Festival. Od roku 2008 jest organizowany przez Tildę Swinton niezależny festiwal filmowy.  
Pod koniec sierpnia odbywają się jedne z największych i najstarszych (od 1867 roku) w Szkocji Highland Games - zawodów w tradycyjnych sportach szkockich.
W granicach miasta znajdują się dwa znane pola golfowe (The Nairn Golf Club i Nairn Dunbar Golf Club).

## Transport
W mieście znajduje się stacja kolejowa linii Inverness–Aberdeen, powstałej w roku 1855. Przez miasto przechodzi droga A96 łącząca te miasta.

## Ludzie związani z Nairn
- W Nairn mieszka na stałe wraz z rodziną aktorka, laureatka Oscara Tilda Swinton, która jest animatorką lokalnego festiwalu filmowego.
- W mieście spędzał corocznie wakacje Charlie Chaplin[5].